# Kızıldağ, Afyonkarahisar
Kızıldağ là một xã thuộc thành phố Afyonkarahisar, tỉnh Afyonkarahisar, Thổ Nhĩ Kỳ. Dân số thời điểm năm 2011 là 1.528 người.